# Negarnaviricota
Das Phylum (Stamm) Negarnaviricota (manchmal auch englisch Negative stranged RNA viruses, NSVs, genannt) umfasst alle negativsträngigen Viren mit einem einzelsträngigen RNA-Genom in negativ-Strang-Orientierung (-nega) mit Ausnahme des Deltavirus (Hepatitis-D-Virus). Es ist in die Subphyla (Unterstämme) Haploviricotina und Polyploviricotina unterteilt. Das Phylum wurde am 4. November 2018 als bisher einziges Virusphylum vom International Committee on Taxonomy of Viruses (ICTV) etabliert, es  umfasst aber bei weitem nicht alle Viren, da den meisten (noch) kein Phylum zugewiesen ist.

## Systematik

### Innere Systematik
Die Taxonomie der Negarnaviricota bis zum Ordnungsrang (und einigen ausgewählten Familien) ist wie folgt:
- Subphylum Haploviricotina

- Klasse Chunqiuviricetes

- Ordnung Muvirales

- Familie Qinviridae

- Gattung Yingvirus

- Klasse Milneviricetes

- Ordnung Naedrevirales (früher Serpentovirales)

- Familie Aspiviridae (früher Ophioviridae)

- Gattung Ophiovirus

- Klasse Monjiviricetes

- Ordnung Jingchuvirales

- Familie Chuviridae

- Gattung Mivirus

- Ordnung Mononegavirales (nicht segmentierte negativsträngige RNA-Viren)

- Klasse Yunchangviricetes

- Ordnung Goujianvirales

- Familie Yueviridae

- Gattung Yuyuevirus

- Subphylum Polyploviricotina

- ohne nähere Zuordnung

- Familie Tosoviridae

Vom Umfang her umfasst das Phylum Negarnaviricota alle Viren, für die Koonin et al. (2015) eine Verwandtschaftsgruppe Negative-strand RNA viruses vorgeschlagen hatten, auch wenn die vom ICTV veröffentlichte (und oben nur teilweise wiedergegebene) Struktur im Detail nicht immer dem dortigen Stammbaum entspricht.

### Äußere Systematik
Koonin et al haben 2015 vermutet, dass die von ihnen damals postulierte Verwandtschaftsgruppe Negative-strand RNA viruses (also das heutige Phylum Negarnaviricota) von der Familie der Flaviviridae abstammen könnte. Diese haben sie zusammen mit den Tombusviridae (als vorschlagsmäßige Schwestergruppe der Flaviviridae) zu den Mitgliedern der von ihnen postulierten Supergruppe „Flavivirus-like superfamily“ erklärt. Für die Picornavirales und die Tymovirales haben sie zusammen mit jeweils weiteren RNA-Virusamilien an gleicher Stelle ähnliche Supergruppen („Picornavirus-like superfamily“ beziehungsweise „Alphavirus-like superfamily“) vorgeschlagen.
Shi et al (2016) bezeichnen die weitere Verwandtschaft der Flaviviridae ähnlich als „Flavi-like viruses“.